# GSC3604-2885
GSC3604-2885 — хімічно пекулярна зоря спектрального класу B9, що має видиму зоряну величину в смузі V приблизно  9,2.

## Пекулярний хімічний склад
Зоряна атмосфера GSC3604-2885 має підвищений вміст 
Si
.